# Framtiden runt hörnet
Framtiden runt hörnet är en populärvetenskaplig TV-serie i Sveriges Television från oktober–november 2020.
I sex halvtimmeslånga avsnitt undersöker Emma Frans och David Sundin forskning, teknik, visioner och farhågor omkring nya system och levnadssätt under utveckling inför en näraliggande framtid.

## Avsnitt
1. Underhållning
2. Optimera dig själv
3. Relationer i framtiden
4. Evigt liv
5. Automatisering
6. Vardagen